# Mateus 28

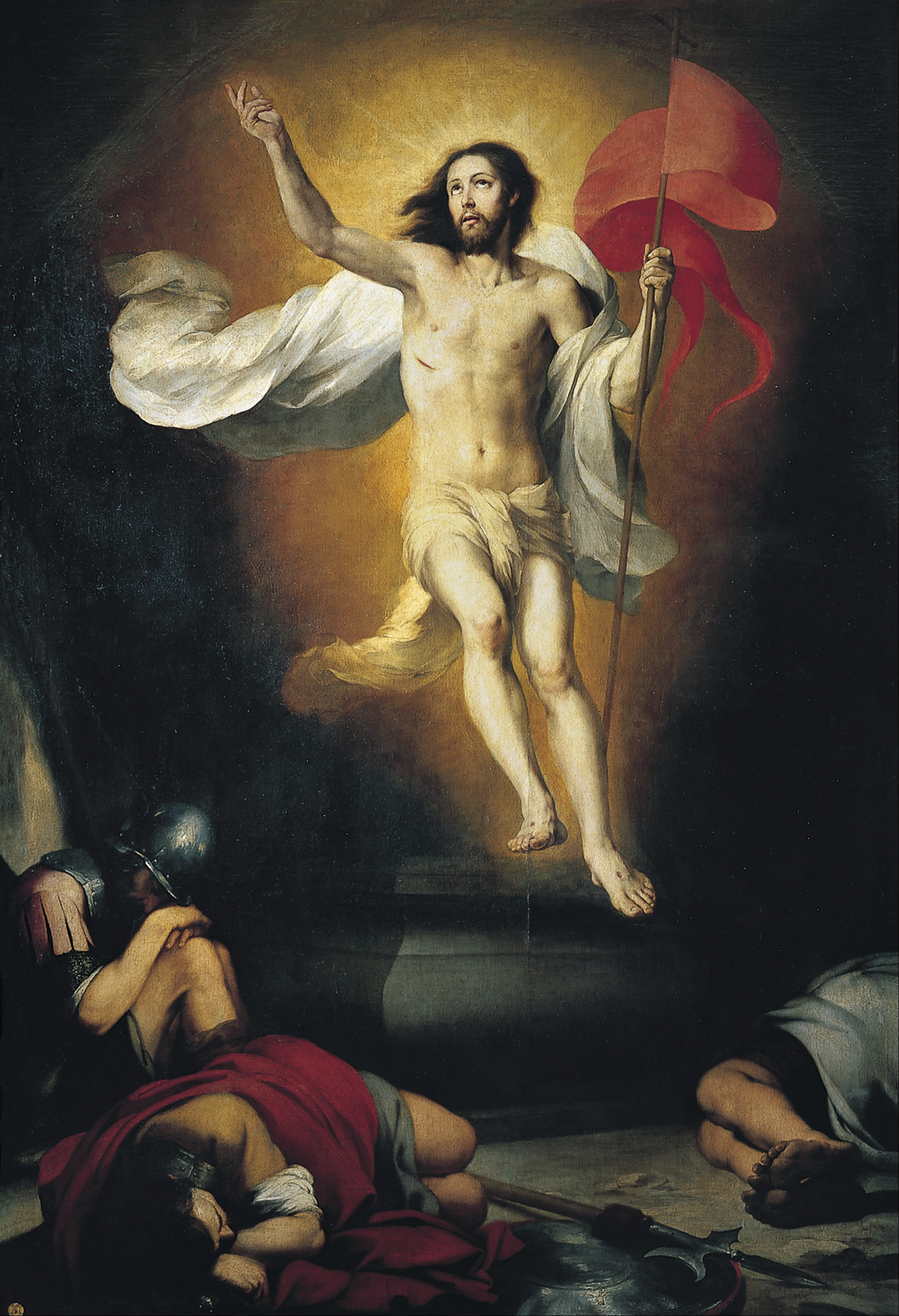
"Ressurreição de Jesus", o principal evento de Mateus 28.
1650/60. Por Murillo, atualmente na Real Academia de Belas-Artes de São Fernando, em Madrid.

Mateus 28 é o vigésimo-oitavo e último capítulo do Evangelho de Mateus no Novo Testamento da Bíblia, encerrando a narrativa da Paixão de Cristo com a Ressurreição de Jesus e os episódios depois dela. 
Mateus 28 abrange o mesmo material discutido em Marcos 16, Lucas 24 e João 20 nos outros evangelhos. Assim como no restante de Mateus, é claro que o Mateus está adaptando o material que encontrou em Marcos, mais antigo. Porém, numa coincidência pouco usual, o material em Mateus não encontrado em Marcos é similar ao relato de João e não o de Evangelho de Lucas, como é mais comum em outros capítulos. Alguns estudiosos acreditam, por isso, que os autores de Mateus e João podem ter trabalhado baseando-se numa fonte comum sobre a ressurreição que não foi utilizada pelos outros evangelistas. 

## Túmulo vazio

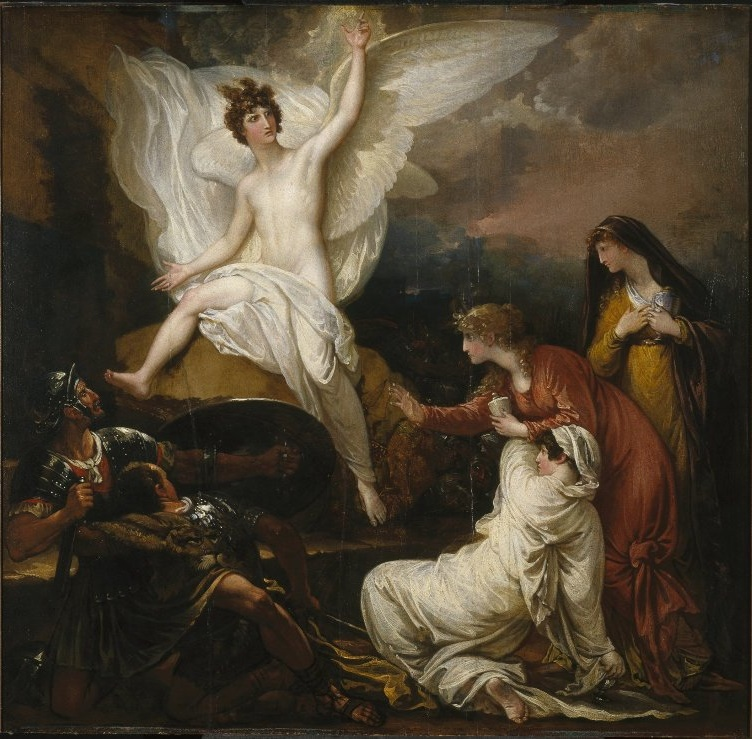
"Mulheres no Sepulcro (O Anjo no Túmulo de Cristo)", um dos episódios de Mateus 28.
c. 1805. Por Benjamin West, atualmente no Brooklyn Museum, em Nova Iorque.

O episódio conhecido como "túmulo vazio" está em Mateus 28:1–10 e também em Marcos 16 (Marcos 16:1–8), Lucas 24 (Lucas 24:1–8) e João 20 (João 20:1–13). Segundo Mateus, "Maria Madalena e a outra Maria" foram ver o túmulo de Jesus. Encontraram os guardas postados pelos sacerdotes (vide capítulo anterior) "como mortos" depois que «um anjo do Senhor descera do céu e, chegando-se ao sepulcro, removera a pedra, e sentara-se sobre ela.» (Mateus 28:2). Ele então declarou às mulheres a ressurreição de Jesus e pediu-lhes que fossem depressa contar aos discípulos, avisando que Jesus irá para a Galileia, onde ele os encontrará. Amedrontadas e felizes, elas foram falar correndo contar o que viram, mas Jesus apareceu para elas e repetiu o que o anjo lhes havia dito. 
Uma variação sobre a aparição de Jesus às mulheres ocorre em João, mas a escolha das palavras é completamente diferente em Mateus. O encontro com Jesus é uma variação muito próxima do encontro das mulheres com o anjo e pode ter se baseado num texto originalmente em Marcos.
Num relato único (Mateus 28:11–15), Mateus conta que os guardas foram então aos sacerdotes e relataram o que haviam visto. Segundo ele, depois de terem consultado entre si, os judeus deram bastante dinheiro aos soldados e recomendaram que dissessem o seguinte:
| “ | «Os seus discípulos vieram de noite e furtaram-no, enquanto nós dormíamos. Se isto chegar aos ouvidos do governador, nós o persuadiremos, e vos livraremos de cuidado.» (Mateus 28:13–15) | ” |

Acredita-se que este trecho dos guardas seja uma criação do autor deste evangelho ou de uma fonte utilizada apenas por ele, paralelizando o relato das mulheres e da ressurreição. Esta seção em Mateus é claramente apologética e tinha como objetivo contrapor as alegações dos adversários do cristianismo da época atacando os sumo-sacerdotes judeus. Mateus afirma que esta era a versão defendida pelos judeus de seu tempo.

## Grande Comissão
Mateus encerra seu relato (Mateus 28:16–20) com a famosa "Grande Comissão", quando Jesus, já na Galileia, envia seus discípulos por todo o mundo para batizar novos cristãos, prometendo estar com eles até "todos os dias até o fim do mundo". Este trecho aparece também em Lucas 24 (Lucas 24:44–49), no qual Jesus pede-lhes que esperem pelo Pentecostes. É possível também que este trecho esteja relacionado à João 20 (João 20:19–23. Finalmente, há também o contestado capítulo 16 de Marcos (Marcos 16:14–18).
O encontro final de Jesus e seus discípulos aparece nos quatro evangelhos, mas os relatos divergem consideravelmente. Em Lucas, o encontro se dá em Jerusalém, o mesmo local do relato de João. Marcos nada informa sobre o local enquanto que, em Mateus, o evento se dá na Galileia. Apesar de similar ao relato de Marcos, não se acredita que Mateus tenha se baseado nele para este episódio, pois a seção final de Marcos 16 é, hoje em dia, amplamente considerada uma adição posterior. Alguns estudiosos acreditam que o Mateus pode ter trabalhado com base num final perdido de Marcos 16.
A seção sobre a "Grande Comissão" declara, em Mateus 28:19, uma fórmula trinitária que ainda hoje é bastante discutida pelos estudiosos.